# Faramea
Genre
Synonymes
Selon GBIF (23 avril 2024)
- Antoniana Tussac
- Darluca Raf.
- Encopea C.Presl
- Encopea K.B.Presl, 1845
- Evea Aubl.
- Famarea F.Vitman, 1790
- Homaloclados Hook.f.
- Neleixa Raf.
- Omalocaldos J.D.Hooker
- Potima R.Hedw.
- Sulzeria Roem. & Schult.
- Taramea C.S.Rafinesque
- Tetramerium C.F.Gaertn.
- Thiersia Baill.

Faramea est un genre de plantes de la famille des Rubiaceae et dont l'espèce type est Faramea corymbosa Aubl..

## Taxinomie
Faramea est un genre végétal qui a été décrit pour la première fois en l'an 1775 par Jean Baptiste Christian Fusée-Aublet.

## Protologue

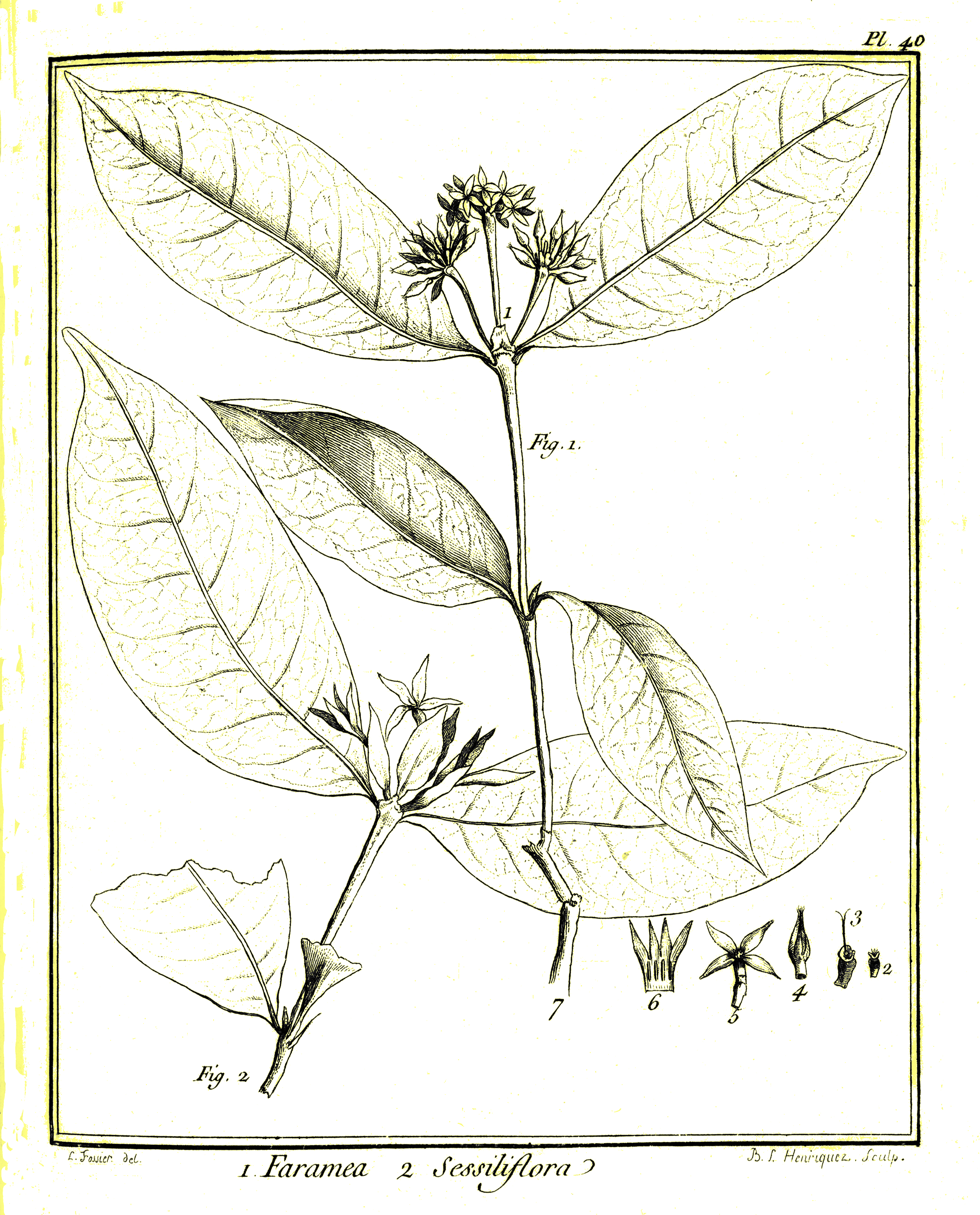
Planche 40 accompagnant la description du genre Faramea par Aublet (1775)
Fig. 1. Faramea corymbosa. On a repréſenté un rameau de grandeur naturelle. On a groſſi les parties détachées de la fleur. - 1. Stipules. - 2. Calice. - 3. Calice. Diſque. Style. Stigmates. - 4. Bouton de corolle. - 5. Fleur. - 6. Corolle ouverte. étamines. - 7. Étamine ſéparée.
Fig. 2. Faramea sessiliflora. On a repréſenté un bout de rameau de grandeur naturelle. - 1. Stipules. - 2. Calice. - 3. Calice. Diſque. Style. Stigmate. - 4. Bouton de fleur. - 5. Fleur. - 6. Corolle ouverte, étamines. - 7. Étamine ſéparée.

En 1775, le botaniste Aublet propose le protologue suivant : 
« FARAMEA. (Tabula 40. Fig. 1)

CAL. Perianthium monophyllum, turbinatum, quadridentatum. 
COR. monopetala, tubuloſa ; tubus diſco ſupra germ en infertus, limbus quadrifidus ; laciniis oblongis acutis. 
STAM. Filamenta quatuor brevia, tubo versus baſim inſerta. Antheræ oblongæ, lineares, biloculares. 
PIST. Germen calici adnatum, inferum. Stylus longus. Stigma ſubrotundum, bilobum. 
PER. biloculare. . . 

SEM. . . . »
— Fusée-Aublet, 1775.

## Liste des espèces
Selon Plants of the World online (POWO) (10 janvier 2020) :
- Faramea accumulans C.M.Taylor
- Faramea acuminatissima Müll.Arg.
- Faramea affinis Müll.Arg.
- Faramea ampla C.M.Taylor
- Faramea amplifolia Standl.
- Faramea angusta C.M.Taylor
- Faramea anisocalyx Poepp.
- Faramea anisodonta Müll.Arg.
- Faramea apodantha Müll.Arg.
- Faramea areolata C.M.Taylor
- Faramea aristata Müll.Arg.
- Faramea atlantica J.G.Jardim & Zappi
- Faramea australis (Vell.) Müll.Arg.
- Faramea axillaris Standl.
- Faramea axilliflora DC.
- Faramea bahiensis Müll.Arg.
- Faramea bangii Rusby
- Faramea belizensis Standl.
- Faramea berryi Steyerm.
- Faramea bicolor J.G.Jardim & Zappi
- Faramea biflora J.G.Jardim & Zappi
- Faramea blanchetiana Müll.Arg.
- Faramea blechoides Standl.
- Faramea boomii Steyerm.
- Faramea brachyloba Müll.Arg.
- Faramea brachysiphon Standl.
- Faramea bracteata Benth.
- Faramea brevipes Steyerm.
- Faramea calimana C.M.Taylor
- Faramea calophylla Standl.
- Faramea calyciflora A.Rich. ex DC.
- Faramea calyptrata C.M.Taylor
- Faramea campanella Müll.Arg.
- Faramea campanularis Müll.Arg.
- Faramea candelabrum Standl.
- Faramea capillipes Müll.Arg.
- Faramea capulifolia Dwyer
- Faramea cardiophylla Standl.
- Faramea cardonae Standl. & Steyerm.
- Faramea castellana Müll.Arg.
- Faramea caudata Gardner
- Faramea cazaderensis Steyerm.
- Faramea chapadensis S.Moore
- Faramea chiapensis Borhidi
- Faramea cobana Donn.Sm.
- Faramea coerulea (Nees & Mart.) DC.
- Faramea coerulescens K.Schum. & K.Krause
- Faramea coffeoides C.M.Taylor
- Faramea colombiana C.M.Taylor
- Faramea condorica C.M.Taylor
- Faramea congesta Huber
- Faramea cordifolia Glaz.
- Faramea coronata Müll.Arg.
- Faramea correae C.M.Taylor
- Faramea corymbosa Aubl.
- Faramea coussarioides S.Moore
- Faramea crassifolia Benth.
- Faramea cuatrecasasii Standl. ex Steyerm.
- Faramea cuencana Standl.
- Faramea cupheoides C.M.Taylor
- Faramea cuspidata Benth.
- Faramea cyathocalyx Standl.
- Faramea dichotoma K.Schum. ex Glaziou
- Faramea diversifolia Müll.Arg.
- Faramea egregia Sandwith
- Faramea eichleri Müll.Arg.
- Faramea elegans Standl. ex Steyerm.
- Faramea erythropoda Miq.
- Faramea eurycarpa Donn.Sm.
- Faramea exemplaris Standl.
- Faramea fallax Müll.Arg.
- Faramea fanshawei Steyerm.
- Faramea filamentosa Müll.Arg.
- Faramea fragrans Standl.
- Faramea frondosa C.M.Taylor
- Faramea gagnepainiana Glaz.
- Faramea garciae Steyerm.
- Faramea glandulosa Poepp.
- Faramea glaziovii Müll.Arg.
- Faramea godetiana Müll.Arg.
- Faramea grandifolia Standl.
- Faramea guaramacalensis C.M.Taylor
- Faramea guayaquilensis DC.
- Faramea guianensis (Aubl.) Bremek.
- Faramea herbacea A.Rich.
- Faramea heterocalyx Müll.Arg.
- Faramea heteromera Müll.Arg.
- Faramea heterophylla Müll.Arg.
- Faramea hyacinthina Mart.
- Faramea hymenocalyx M.Gomes
- Faramea includens Müll.Arg.
- Faramea insignis Standl.
- Faramea intercedens Müll.Arg.
- Faramea involucellata Müll.Arg.
- Faramea irwinii Steyerm.
- Faramea jasminoides (Kunth) DC.
- Faramea juruana K.Krause
- Faramea langlassei Standl.
- Faramea larensis Steyerm.
- Faramea latifolia (Cham. & Schltdl.) DC.
- Faramea lehmannii Standl.
- Faramea leucocalyx Müll.Arg.
- Faramea liebmannii Standl.
- Faramea liesneri Dwyer
- Faramea longistipula C.M.Taylor
- Faramea lourteigiana Steyerm.
- Faramea luteovirens Standl.
- Faramea lutescens Standl.
- Faramea lutzeana Glaz.
- Faramea macra Müll.Arg.
- Faramea macrura Standl.
- Faramea maguirei Steyerm.
- Faramea malmei Standl.
- Faramea martiana Müll.Arg.
- Faramea megalophylla Müll.Arg.
- Faramea melicoccoides C.M.Taylor
- Faramea miconioides Standl.
- Faramea micrantha Müll.Arg.
- Faramea monantha Müll.Arg.
- Faramea monsalveae C.M.Taylor
- Faramea montevidensis (Cham. & Schltdl.) DC.
- Faramea morilloi Steyerm.
- Faramea multiflora A.Rich. ex DC.
- Faramea myrticifolia Dwyer
- Faramea neblinae Steyerm.
- Faramea nigrescens Mart.
- Faramea nitida Benth.
- Faramea nocturna J.G.Jardim & Zappi
- Faramea oaxacensis Borhidi
- Faramea oblongifolia Standl.
- Faramea obtusifolia Müll.Arg.
- Faramea occidentalis (L.) A.Rich.
- Faramea oligantha Müll.Arg.
- Faramea oraria Standl. ex Steyerm.
- Faramea orinocencis Standl.
- Faramea ortiziana C.M.Taylor
- Faramea ovalis Standl.
- Faramea oxyclada Müll.Arg.
- Faramea pachyantha Müll.Arg.
- Faramea paniculata (Aubl.) Benth.
- Faramea panurensis Müll.Arg.
- Faramea papillata Dwyer & M.V.Hayden
- Faramea papirifolia (Standl. ex Steyerm.) C.M.Taylor
- Faramea paratiensis M.Gomes
- Faramea parvibractea Steyerm.
- Faramea parvula Standl.
- Faramea paupera Standl.
- Faramea pedicellaris Müll.Arg.
- Faramea pedunculata (Bremek.) Delprete
- Faramea permagnifolia Dwyer ex C.M.Taylor
- Faramea phaneroneura Standl.
- Faramea picinguabae M.Gomes
- Faramea platyclada Müll.Arg.
- Faramea platyneura Müll.Arg.
- Faramea platypoda Müll.Arg.
- Faramea pohliana Müll.Arg.
- Faramea polytriadophora Bremek.
- Faramea porophylla (Vell.) Müll.Arg.
- Faramea pseudospathacea Steyerm.
- Faramea purdieana Benth.
- Faramea quadricostata Bremek.
- Faramea quinqueflora Poepp.
- Faramea riedeliana Müll.Arg.
- Faramea robusta C.M.Taylor
- Faramea saldanhaei Glaz.
- Faramea scalaris Standl.
- Faramea schultesii Standl.
- Faramea schunkeana C.M.Taylor
- Faramea sellowiana Benth.
- Faramea sertulifera DC.
- Faramea sessiliflora Aubl.
- Faramea sessilifolia (Kunth) DC.
- Faramea silvae Steyerm.
- Faramea singularis Standl.
- Faramea spathacea Müll.Arg. ex Standl.
- Faramea standleyana L.O.Williams
- Faramea stenantha Müll.Arg.
- Faramea stenocalyx Standl.
- Faramea stenomeris Standl.
- Faramea stenopetala Mart.
- Faramea stipulacea (Cham. & Schltdl.) DC.
- Faramea suaveolens Duchass. ex Griseb.
- Faramea subbasilaris Müll.Arg.
- Faramea subsessilis (Ruiz & Pav.) Standl.
- Faramea suerrensis (Donn.Sm.) Donn.Sm.
- Faramea tamberlikiana Müll.Arg.
- Faramea tenuiflora Müll.Arg.
- Faramea tetragona Müll.Arg.
- Faramea tinguana Müll.Arg.
- Faramea torquata Müll.Arg.
- Faramea trinervia K.Schum. & Donn.Sm.
- Faramea umbellifera (C.Presl) Müll.Arg.
- Faramea uncinata C.M.Taylor
- Faramea uniflora Dwyer & M.V.Hayden
- Faramea urophylla Müll.Arg.
- Faramea vasquezii C.M.Taylor
- Faramea verticillata C.M.Taylor
- Faramea vidensis Müll.Arg.
- Faramea weddellii Standl.
- Faramea xanthina Müll.Arg.
- Faramea yavitensis Steyerm.
- Faramea yutajensis Steyerm.
- Faramea zamorana Al.Rodr.